# Aname camara
Aname camara là một loài nhện trong họ Nemesiidae.
Aname camara được miêu tả năm 1985 bởi Raven.